# History of Islamic Philosophy
Das Buch History of Islamic Philosophy (Geschichte der islamischen Philosophie) ist eine englischsprachige Sammlung von Essays verschiedener Islam-Experten aus der Routledge-Reihe (series) History of World Philosophies. Sie wurde herausgegeben von dem Iraner Seyyed Hossein Nasr (geb. 1933 in Teheran) – einer von den USA aus wirkenden angesehenen Persönlichkeit des Islams – von der George Washington University und dem im Bereich der Judaistik wirkenden Oliver Leaman (geb. 1950) von der Liverpool John Moores University. Das Werk betont den lebendigen Charakter und die reiche Vielfalt des Themas, d. h. der Gegenstand wird nicht ausschließlich als Teil der Ideengeschichte oder als Teil der philosophischen Forschung abgehandelt. Untersucht werden die wichtigsten Denker und Denkschulen, die Schlüsselkonzepte der islamischen Philosophie werden erörtert und ein großes geografisches Gebiet abdeckt, mit Erörterungen der arabischen, persischen, indischen, jüdischen, türkischen und südostasiatischen Philosophie. Das zuerst 1996 erschienene Buch wurde seinem Schutzumschlagstext zufolge positiv aufgenommen von der School of Oriental and African Studies, London University. Auf mehr als 1200 Seiten widmet es sich vielen Aspekten des islamischen Denkens, 50 Fachexperten aus über 16 Ländern haben zur Entstehung beigetragen.

## Gliederung
In seinen zehn Abschnitten widmet es sich den folgenden Themen (in Zusammenfassung):
- I. Der Begriff der Philosophie im Islam, der Hintergrund der islamischen Philosophie, die sunnitische Theologie, die schiitische Theologie, die ismailitische Philosophie und der islamische Humanismus.

- II. Frühe islamische Philosophen: Al-Kindi, Al-Farabi, Al-Razi, Al Amiri[3], Ikhwan al-Safa, Ibn Sina, Ibn Miskawayh und Al-Ghazali.
- III. Islamische Philosophen in den westlichen Ländern des Islam: Ibn Masarrah, Ibn Bajjah, Ibn Tufayl, Ibn Rushd, Ibn Sabin[4] und Ibn Khaldun.
- IV. Islam and the mystics: Ayn-al-Qudat Hamadani[5], Suhrawardi, The Illuminationist philosophy, and Ibn Arabi.
- V. Spätere islamische Philosophen und Philosophien: al-Tusi, Isfahan School, Mir Damad, Mulla Sadra, Shah Waliullah.
- VI. Die jüdische philosophische Tradition in der islamischen Welt: Saadia Gaon, Ibn Gabirol, Judah Halevi, Maimonides und Levi ben Gershom.
- VII. Metaphysik, Logik, Erkenntnistheorie, politische Philosophie, Literatur, Sprache, Wissenschaft, Mystik, Ethik, Ästhetik und Recht.
- VIII. Die Interpretation des Islam im mittelalterlichen Europa und im modernen Westen.
- IX. Islamische Philosophie in der modernen islamischen Welt in Ländern wie: Persien, Indien, Pakistan, die arabische Welt, Ägypten, die Türkei und Südostasien.
- X. Wie die islamische Philosophie im Westen im Sinne des Orientalismus erklärt wird. Der Beitrag von Henry Corbin und die islamische Philosophie in Russland und der Sowjetunion.